# دوشیزه (صورت فلکی)
پیکر آسمانی دوشیزه (خوشه) یا صورت فلکی سنبله (به انگلیسی: Virgo) از صورت‌های فلکی منطقةالبروجی است.
مساحت آن ۱۲۹۴ درجه مربع می‌باشد.
این پیکر آسمانی در نیمکره شمالی آسمان و دومین صورت فلکی از لحاظ بزرگی است. صورت فلکی سنبله یکی از قدیمی‌ترین صورت‌های فلکی است که توسط انسان شناسایی و توصیف شده‌است. خورشید در عبور سالانه خود در دائرةالبروج، بیشترین زمان را در این صورت می‌گذراند.

## ریشه‌شناسی واژه و نماد
نام این پیکر آسمانی را ابوریحان بیرونی سنبله یا عذرا آورده‌است. کلمهٔ سنبله به معنی خوشه است.
در بندهشن نام این صورت فلکی هوشگ (Hōšag) است (Pakzad, P. 77) که در فارسی خوشه شده‌است.
در منابع نجومی چون صورالکواکب این صورت فلکی به سیمای دوشیزه‌ای با خوشه‌ای گندم یا شاخه گلی در دست نمایش داده شده‌است. در منابع یونانی این صورت فلکی با خوشه گندم یا زیتون نمایش داده شده‌است.
در فهرست مول آپین، نام این صورت فلکی «مول آب سین» (Mul Ab sin) آمده و آب سین به معنی کشتزار است. در برخی منابع به صورت «فورو» (furrow) و «مول کی هال» (Mul Ki-Hal) هم آمده‌است. «فورو» نیز به سیمای ایزدبانویی که خوشه‌ای از گیاه جو را در دست دارد، نمایش داده شده‌است. این صورت فلکی کم‌کم با صورت فلکی «فروند» (frond) یکی شده‌است. فروند را به سیمای ایزدبانویی که برگی خرما در دست دارد تصویر کرده‌اند.

## اخترباستان‌شناسی و اختراسطوره‌شناسی
سنبله تنها چهره زنانه در منطقه البروج بوده و یکی از قدیمی‌ترین و مشخص‌ترین صورت‌های فلکی آسمان است. در اسطوره‌های برخی از اقوام و ملل این پیکر آسمانی به عنوان خدابانوی باروری مقدس شمرده می‌شد یا می‌شود.
مرتبط دانستن زمین و خرمن با سنبله ردپای باورهای کهن ایزدبانوان و زمین و کشاورزی است. در اسطوره‌های سومری ایزدبانوی بزرگ سومر نین‌هورسگ (Ninhursag) به معنی «سرور کوه‌های بزرگ» با این پیکر آسمانی مربوط بود و تصور می‌شد هنگامی که خورشید در چرخش خود در ستارهٔ باکره قرار می‌گرفت، نین‌هورسگ آبستن می‌شد.
در اسطوره‌های میان‌رودان این پیکر آسمانی را به ایشتار مربوط می‌دانستند. ایشتار در ابتدای فصل سرما به جهان زیرین می‌رفت تا تموز را بازگرداند. آنگاه در بهار، تموز در جامه‌ای سبز و تازه دوباره در زمین پیدا می‌شد.
این صورت فلکی نزد یونانیان باستان نیز الهه باروری " دیمتر " (Demeter) یا دخترش " پرزفون " (Persephone) به‌شمار می‌رفت. خدای خدایان " زئوس " به خدای زیرین " هادس " (hades) قول داده بود که این دختر را به همسری او درآورد و " هادس " دختر را فریفته و ربوده بود. الهه " دیمتر " با از دست دادن دخترش خیلی غمگین شد و درختان و زمین‌های کشاورزی را خشکاند. بالاخره " زئوس " تصمیم گرفت برای جلوگیری از قحطی و گرسنگی انسانها اجازه دهد که " پرزفون " دو سوم سال را نزد مادرش بر زمین و یک سوم دیگر را نزد همسرش در جهان زیرین به سر آورد. به محض آن که پرزفون به زیرزمین می‌رفت، هوا سرد و بارانی می‌شد، برگهای درختان می‌ریختند، بارش برف آغاز می‌شد و زمستان از راه می‌رسید. زمانی که پرزفون دوباره به روی زمین بازمی‌گشت، همه جا سبز می‌شد و بهار آغاز می‌شد. به این ترتیب صورت فلکی سنبله تغییر فصلها را نیز به خاطر می‌آورد.
ضمن این که نام تعدادی از خدایان اساطیری مؤنث از جمله ایشتر، ایزیس (رب‌النوع مصری)، دمتر (رب‌النوع مادر زمین)، آتنا (دختر زیوس و متیس) و آرتمیس (خواهر آپولون) را در خود دارد.
در تغییر دیگری صورت فلکی سنبله " اورانیا " (urania) الهه یونانی اخترشناسی به‌شمار می‌آمد. رومیان این صورت فلکی را " آسترآ " (astraea) یعنی الهه عدالت و قوانین طبیعت تصور می‌کردند و مسیحیان پیشین در این صورت فلکی " مریم مقدس " (virgin mary) را مشاهده می‌کردند.

## ستاره‌ها
ستاره آلفای دوشیزه به نام سماک اعزل در دست دوشیزه‌است. طیف آن از نوع B1 V، قدر۱٫۰ و فاصله ۲۲۰ سال نوری است. سماک اعزل دارای یک همدم بسیار کم‌نور است. سماک اعزل در لاتین به معنای «خوشه گندم» آمده که در دست دوشیزه است.

## اجرام عمقی آسمان
خوشه کهکشانی گروه محلی که ما هم عضوی از آن هستیم در این صورت فلکی قرار دارد
1. M۴۹
2. M۱۰۴
3. M۱۰۴
4. M۹۰
5. M۶۰
6. M۵۹
7. M۵۸
8. M۸۷
9. M۸۴
10. M۸۶
11. M۴۹
12. NGC۵۶۳۴

## صورت‌های فلکی مجاور
1. شیر
2. ترازو
3. سرمار
4. کلاغ
5. گاوران